# Cellula (musica)
L'Encyclopédie Larousse del 1957 definisce una cellula in musica come un "piccolo progetto ritmico e melodico che può essere isolato, o può costituire una parte di un contesto tematico". La cellula può essere distinta dalla figura o dal motivo: l'Encyclopédie Fasquelle del 1958 definisce una cellula come "la più piccola unità indivisibile", a differenza del motivo, che può essere divisibile in più di una cellula . "Una cellula può essere sviluppata, indipendentemente dal suo contesto, come un frammento melodico, può essere utilizzata come un motivo evolutivo. Può essere la fonte dell'intera struttura dell'opera; in tal caso si chiama cellula generativa."

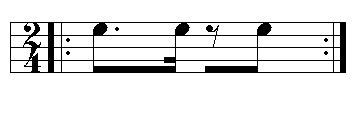
Tresillo, una cellula ritmica del tango e dell'habanera.

Una cellula ritmica è una cellula senza connotazioni melodiche. Può essere interamente percussiva o applicata a diversi segmenti melodici.

## Storia
Il termine "cellula" (In tedesco: Keim) deriva da teorici della musica organica del XIX secolo. Arnold Schering adottò il termine, insieme ai "kernel melodici" (Melodiekerne) nella sua analisi del madrigale del XIV secolo, uno dei primi usi della psicologia della Gestalt nella teoria musicale.